# Liste der Monuments historiques in Saint-Cloud
Die Liste der Monuments historiques in Saint-Cloud führt die Monuments historiques in der französischen Gemeinde Saint-Cloud auf.

## Liste der Bauwerke
| Bezeichnung                                | Beschreibung | Standort                           | Kennzeichnung | Schutzstatus | Datum          | Bild           |
| ------------------------------------------ | ------------ | ---------------------------------- | ------------- | ------------ | -------------- | -------------- |
| Kirche St-Clodoald                         |              | 14, place Charles-de-Gaulle (Lage) | PA00135376    | Inscrit      | 1995           | weitere Bilder |
| Pferderennbahn                             |              | 1, Rue du Camp Canadien (Lage)     | PA00088142    | Inscrit      | 1986           | weitere Bilder |
| Kapelle des ehemaligen Hôpital de la Reine |              | 3, place Silly (Lage)              | PA00088143    | Classé       | 1979           | weitere Bilder |
| Hôtel                                      |              | 7, 9, rue d’Orléans (Lage)         | PA00088144    | Inscrit      | 1967           | weitere Bilder |
| Jardin Stern                               |              | 7–9, avenue Pozzo-di-Borgo (Lage)  | PA92000017    | Inscrit      | 2006           | weitere Bilder |
| Park Saint-Cloud                           |              | (Lage)                             | PA00088141    | Classé       | 1900 1993 1994 | weitere Bilder |
| Villa Mirande                              |              | 3, rue de Montesquiou (Lage)       | PA00088145    | Inscrit      | 1986           |                |

## Liste der Objekte
- Monuments historiques (Objekte) in Saint-Cloud in der Base Palissy des französischen Kultusministeriums